# Bomberman Kart
Bomberman Kart es un videojuego de carreras diseñado para PlayStation 2 y protagonizado por los personajes de los juegos de Bomberman. El estilo de juego es similar al de los juegos de Mario Kart.
La primera versión del juego fue realizada en 2001 en Japón y más tarde en 2002 en Europa. La segunda versión, titulada Bomberman Kart DX, fue realizada exclusivamente en Japón. Ambas versiones no han llegado nunca a Norteamérica.